# جان آر. دانینگ
جان آر. دانینگ (انگلیسی: John R. Dunning؛ زاده ۲۴ سپتامبر ۱۹۰۷ درگذشته ۲۵ اوت ۱۹۷۵) یک فیزیک‌دان اهل ایالات متحده آمریکا بود.